# Neuweltpapageien
Die Neuweltpapageien (Arinae) sind eine artenreiche Unterfamilie aus der Familie der Eigentlichen Papageien. Alle kurz- und langschwänzigen neotropischen Papageienarten sind den Neuweltpapageien zugeordnet. Insgesamt gibt es etwa 150 Arten. Die Neuweltpapageien unterscheiden sich von den Papageien der Alten Welt durch verschiedene morphologische Merkmale. Ihre nächsten Verwandten sind der afrikanische Graupapagei (Psittacus erithacus) und die Langflügelpapageien (Poicephalus), die zusammen die Unterfamilie Psittacinae innerhalb der Eigentlichen Papageien bilden.

## Verbreitung
Die Lebensräume der Arten reichen vom nordwestlichen und östlichen Mexiko bis nach Feuerland, einschließlich vieler Inseln der Großen und Kleinen Antillen und den Bahamas. Bis zum Ende des 19. Jahrhunderts waren die neotropischen Papageien mit dem Karolinasittich sogar bis in den Nordosten der USA verbreitet. In Kolumbien, Venezuela, Peru und Brasilien, besonders an den Hängen der östlichen Anden, ist der Artenreichtum besonders groß. Die Lebensräume der neotropischen Papageien sind vielgestaltig, reichen sie doch von den Tieflandregenwäldern hoch hinauf bis in die Hochlagen der Anden (über 6000 m) und auch hinein in die Trockenwälder und Dornbuschsavannen.

## Stammesgeschichte
Es wird vermutet, dass sich die Neuweltpapageien schon in der späten Kreidezeit von der Stammlinie der Papageien abspalteten. Das älteste Fossil, das den Neuweltpapageien zugeschrieben wurde, stammt aus Nebraska, hat ein Alter von 20 Millionen Jahren und wurde als Conuropsis fraercula beschrieben. Es handelt sich lediglich um einen Oberarmknochen, der dem des ausgestorbenen Karolinasittich sehr ähnlich ist. Ein wesentlich jüngerer Fund, bestehend aus einem Schädelstück und einem linken Oberarmknochen wurde in der argentinischen Provinz Buenos Aires gefunden. Die Art wurde Cyanoliseus ensenadensis genannt und ist nahe mit dem rezenten Felsensittich verwandt. Ein fossiler Vertreter der Keilschwanzsittiche  ist Aratinga roosevelti, der in Ecuador gefunden wurde. Die beiden letztgenannten fossilen Arten sind etwa eine Million Jahre alt und stammen damit aus dem mittleren Pleistozän.

## Die Gattungen und Arten

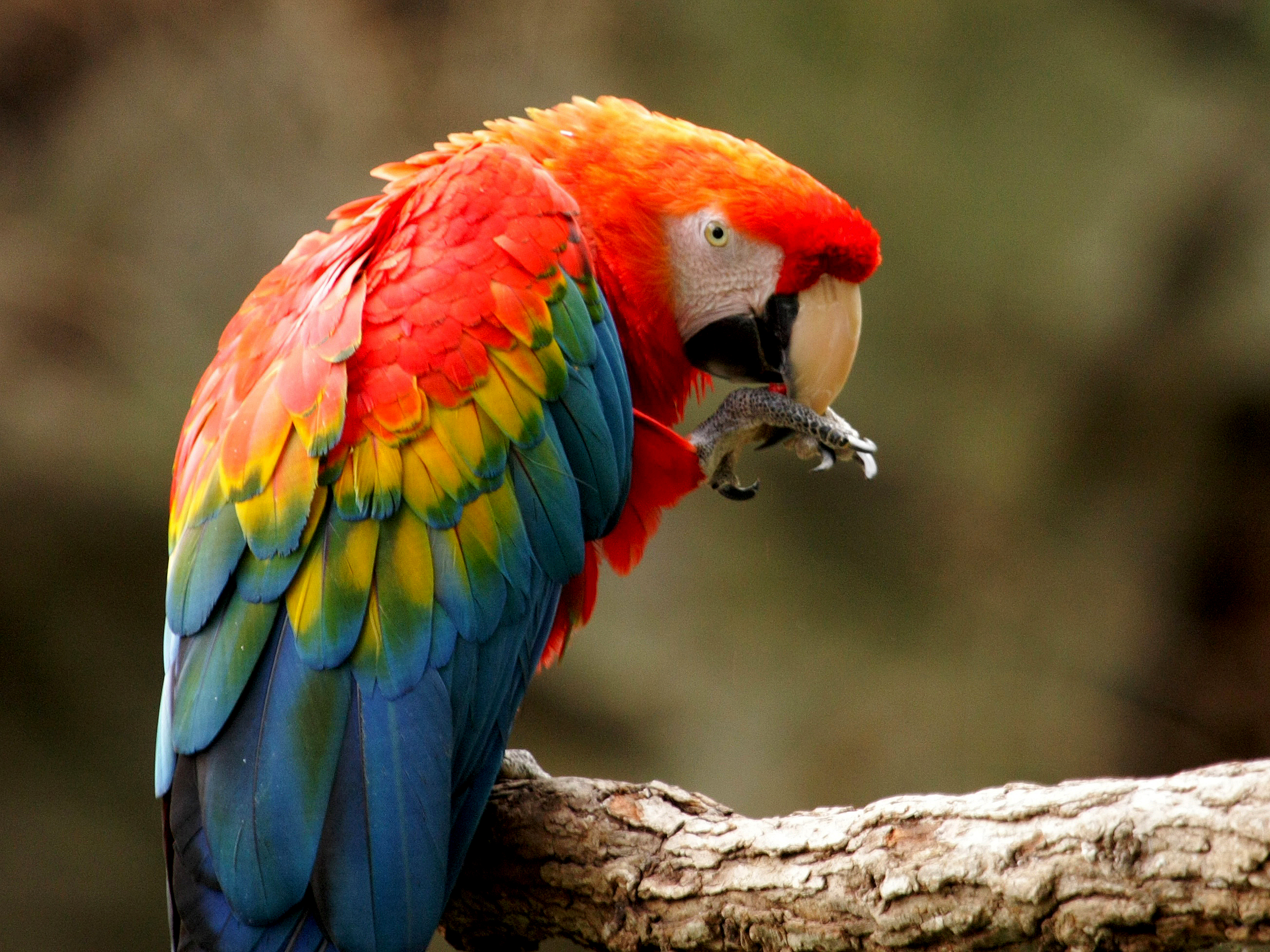
Scharlachara

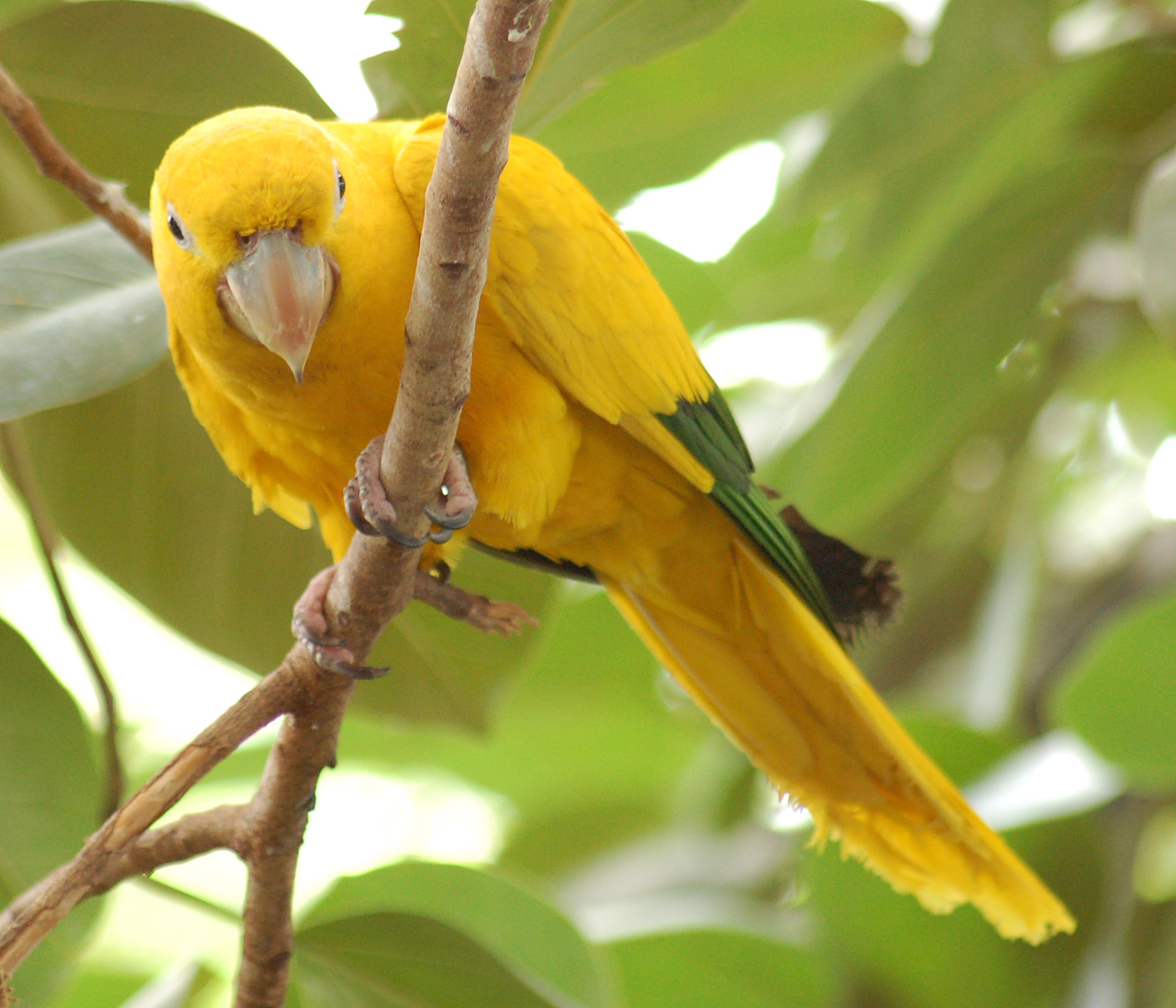
Goldsittich

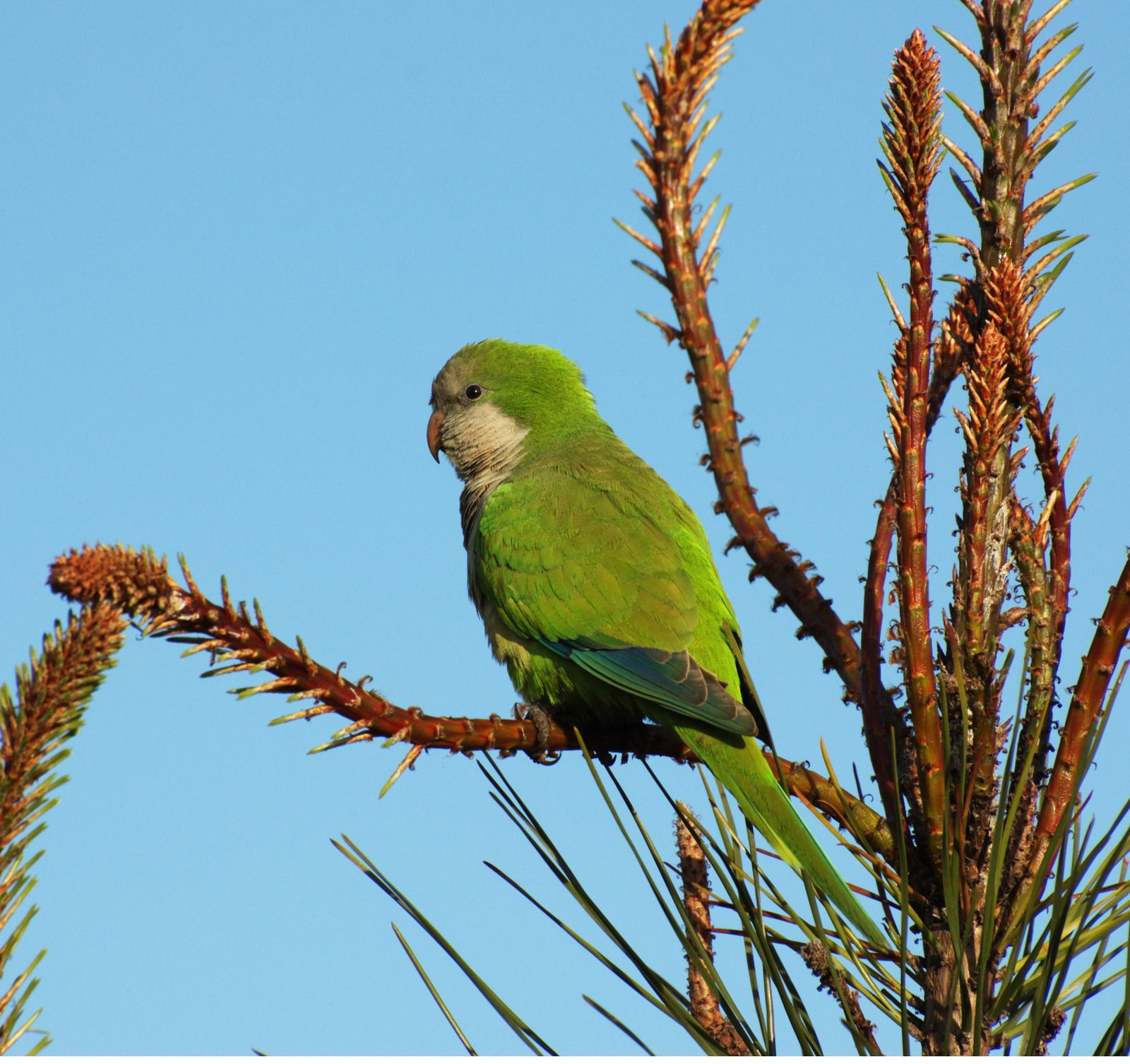
Mönchssittich

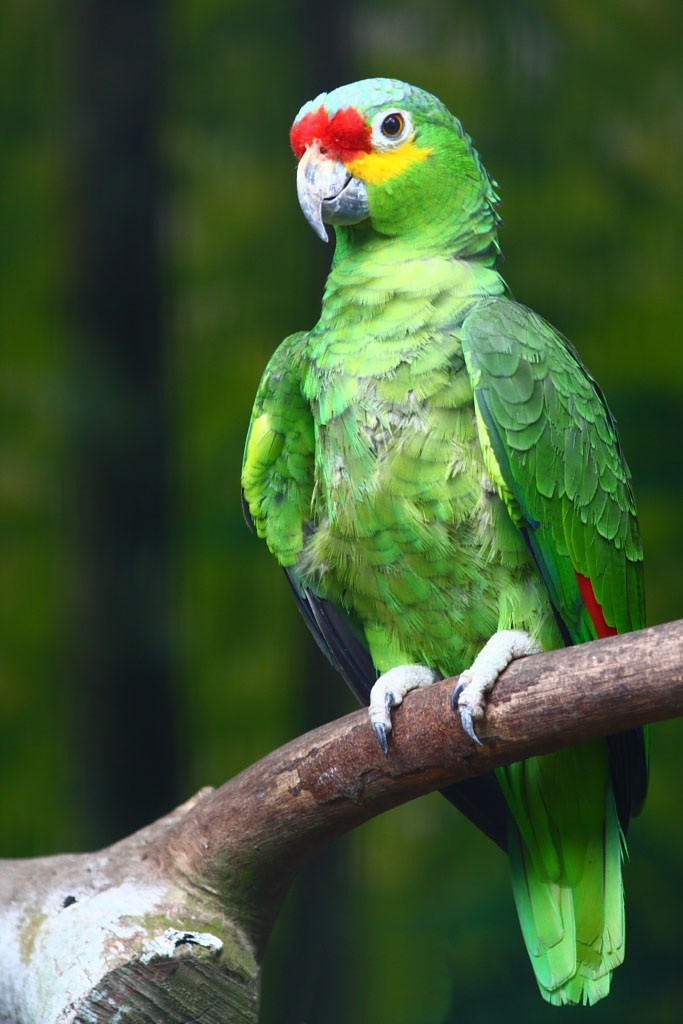
Rotstirnamazone

Folgende Arten gehören zu den Neuweltpapageien:
- Gelbbauchamazonen (Alipiopsitta) – 1 Art
- Amazonenpapageien (Amazona) – 33 Arten
- Blauaras (Anodorhynchus) – 3 Arten, davon 1 ausgestorben
- Eigentliche Aras (Ara) – 9 Arten, davon 1 ausgestorben
- Keilschwanzsittiche (Aratinga) – 6 Arten
- Dickschnabelsittiche (Bolborhynchus) – 3 Arten
- Schmalschnabelsittiche (Brotogeris) – 8 Arten
- † Karolinasittiche (Conuropsis) – 1 ausgestorbene Art
- Felsensittiche (Cyanoliseus) – 1 Art
- Spixaras (Cyanopsitta) – 1 Art
- Fächerpapageien (Deroptyus) – 1 Art
- Zwergaras (Diopsittaca) – 1 Art
  - Zwergara (Diopsittaca nobilis)
- Langschnabelsittiche (Enicognathus) – 2 Arten
- Eupsittula (Syn.: Aratinga) – 5 Arten (etliche Unterarten)
  - Goldstirnsittich (Eupsittula aurea)
  - Kaktussittich (Eupsittula cactorum)
  - Elfenbeinsittich (Eupsittula canicularis)
  - Jamaikasittich (Eupsittula nana)
  - Braunwangensittich (Eupsittula pertinax)
- Sperlingspapageien (Forpus) – 9 Arten
- Kurzschwanzpapageien (Graydidascalus) – 1 Art
- Goldsittiche (Guaruba) – 1 Art
- Zwergamazonen / Braunohrpapageien (Hapalopsittaca) – 4 Arten
  - Braunohrpapagei (Hapalopsittaca melanotis)
  - Rostkopfpapagei (Hapalopsittaca amazonina)
  - Fuertespapagei (Hapalopsittaca fuertesi)
  - Salvinpapagei (Hapalopsittaca pyrrhops)
- Hochlandsittiche (Leptosittaca) – 1 Art
  - Pinselsittich (Leptosittaca branickii)
- Mönchssittiche (Myiopsitta) – 2 Arten
  - Mönchssittich (Myiopsitta monachus)
  - Luchssittich (Myiopsitta luchsi)
- Nannopsittaca – 2 Arten
  - Tepuisittich (N. panychlora)
  - Amazonassittich (N. dachilleae)
- Gelbohrsittiche (Ognorhynchus) – 1 Art
- Rotbaucharas (Orthopsittaca) – 1 Art
- Weißbauchpapageien (Pionites) – 2 Arten
  - Grünzügelpapagei (Pionites melanocephalus)
  - Rostkappenpapagei (Pionites leucogaster)
- Pionopsitta – 1 Art
  - Scharlachkopfpapagei (Pionopsitta pileata)
- Rotsteißpapageien (Pionus) – 8 Arten
- Kleinaras (Primolius) – 3 Arten
  - Halsbandara (Primolius auricollis)
  - Rotrückenara (Primolius maracana)
  - Blaukopfara (Primolius couloni)
- Psilopsiagon – 2 Arten
- Psittacara (Syn.: Aratinga) – 13 Arten, davon 1 ausgestorben
  - Socorrosittich (Psittacara brevipes)
  - Haitisittich oder Grünflügelsittich (Psittacara chloropterus)
  - Guayaquilsittich (Psittacara erythrogenys)
  - Kubasittich (Psittacara euops)
  - Veraguasittich (Psittacara finschi)
  - Kordillerensittich (Psittacara frontatus)
  - Grünsittich (Psittacara holochlorus)
  - Pavuasittich (Psittacara leucophthalmus)
  - † Monasittich oder Puerto-Rico-Sittich (Psittacara maugei)
  - Rotmaskensittich (Psittacara mitratus)
  - Rotkehlsittich ( Psittacara rubritorquis)
  - Mexikosittich (Psittacara strenuus)
  - Kolumbiasittich (Psittacara wagleri)
- Pyrilia (Syn.: Gypopsitta) – 7 Arten
- Rotschwanzsittiche (Pyrrhura) – 24 Arten
- Arasittiche (Rhynchopsitta) – 2 Arten
  - Arasittich (Rhynchopsitta pachyrhyncha)
  - Maronenstirnsittich (Rhynchopsitta terresi)
- Thectocercus – 1 Art
  - Spitzschwanzsittich (Thectocercus acuticaudatus, Syn.: Aratinga acuticaudata)
- Buntschwanzpapageien (Touit) – 8 Arten
  - Siebenfarbenpapagei oder Trinidadpapagei (Touit batavica)
  - Schwarzstirnpapagei (Touit huetii)
  - Rotstirnpapagei (Touit costaricensis)
  - Kronenpapagei (Touit dilectissimus)
  - Purpurschwanzpapagei (Touit purpurata)
  - Braunrückenpapagei (Touit melanonotus)
  - Goldschwanzpapagei (Touit surda)
  - Tüpfelpapagei oder Braunschulterpapagei (Touit strictoptera)
- Blaubauchpapageien (Triclaria) – 1 Art